# Ville di Genova

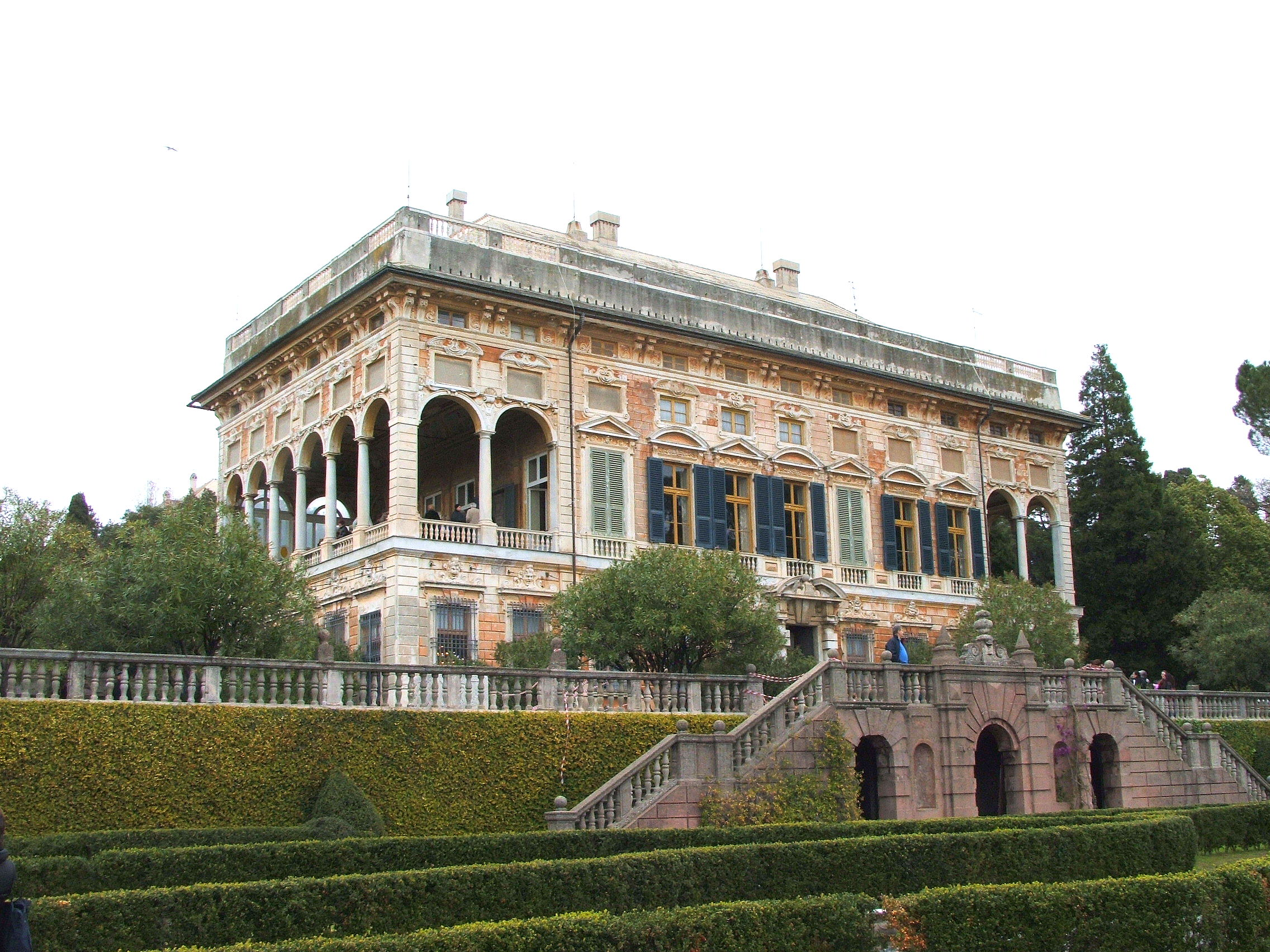
La villa Saluzzo Bombrini, nel quartiere di Albaro

I palazzi di villa hanno rappresentato uno dei pilastri della storia sociale ed economica del Genovesato. Sin dal XIV secolo la villa divenne il simbolo del potere dell'oligarchia aristocratica e della ricca borghesia mercantile, per le quali era lo specchio del palazzo cittadino: fuori le mura si portavano il lusso e la magnificenza che si vivevano nelle dimore cittadine.
Più di duecentosessanta erano le ville sul solo territorio della Grande Genova, un universo di dimore in parte andate perdute, per la maggior parte oggi in decadenza o destinate ad usi diversi, che però lasciano intravedere, attraverso le poche oggi restaurate e visitabili, la magnificenza di una classe dirigente divenuta incredibilmente ricca grazie alle proprie capacità imprenditoriali e politiche.

## Storia

### Le origini
La diffusione delle ville suburbane, che avrebbero caratterizzato per secoli il paesaggio genovese, ebbe inizio a partire dal XIII secolo, quando nelle aree suburbane accanto ai numerosi insediamenti monastici sorsero le prime dimore dei ricchi cittadini, legate alla presenza di fondi agricoli. Le ville più antiche avevano una struttura architettonica semplice e si affacciavano con alti porticati su giardini, orti e frutteti racchiusi da alti muri.
Tra le residenze suburbane più antiche (XIII secolo) è quella appartenuta al doge Simon Boccanegra sulla collina di S. Tecla, a San Martino, recentemente recuperata. Situata oggi entro il perimetro del complesso ospedaliero di San Martino, dopo anni di abbandono è stata restaurata nel 2005 ed è ora utilizzata come sede per seminari e congressi.
Per le difficoltà di comunicazione dell'epoca le residenze estive sorsero principalmente nelle zone collinari e costiere immediatamente al di fuori delle mura cittadine, in particolare quelle più idonee allo sviluppo di fondi agricoli. Questa vicinanza fece sì che la città e i sobborghi apparissero, già nel Trecento, a chi arrivava a Genova dal mare, come un'unica grande estensione punteggiata di sontuose dimore e giardini, come testimoniato da illustri viaggiatori, primo tra tutti il Petrarca.
Il poeta Francesco Petrarca, passato da Genova in giovane età, da attento osservatore in un suo testo seppe cogliere efficacemente i caratteri paesaggistici dell'area suburbana genovese, fortemente influenzati già allora dalla presenza delle ville. Ecco cosa lasciò scritto sulla sua esperienza di visitatore:
(Francesco Petrarca)

### Dal XVI al XVIII secolo

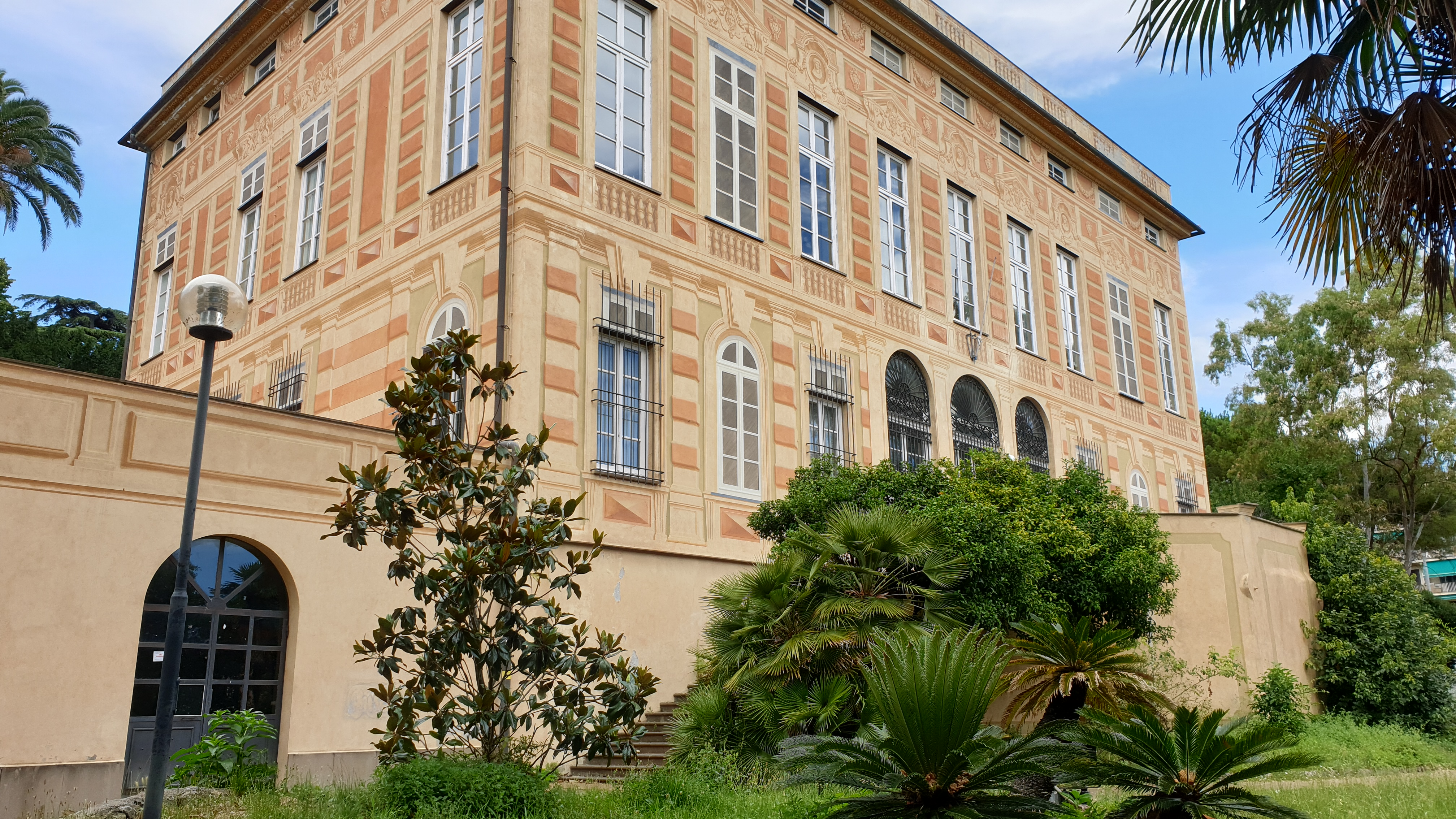
Villa Rosa a Pegli, uno dei più cospicui esempi di "Cubo Alessiano"

A partire dal Cinquecento, con il consolidarsi della ricchezza in città tra le famiglie nobili di origine feudale (quali Doria, Spinola, Lomellini (famiglia), Fieschi, Grimaldi e Imperiale) e quelle dei ricchi mercanti e banchieri genovesi si diffuse un nuovo modo di concepire la villa, che da centro di produzione agricola divenne anche residenza di villeggiatura e di rappresentanza. Le aree suburbane di Genova divennero così sede delle prestigiose dimore delle ricche famiglie patrizie che nei mesi estivi lasciavano i palazzi in città per "recarsi in villa" a trascorrere la stagione calda.

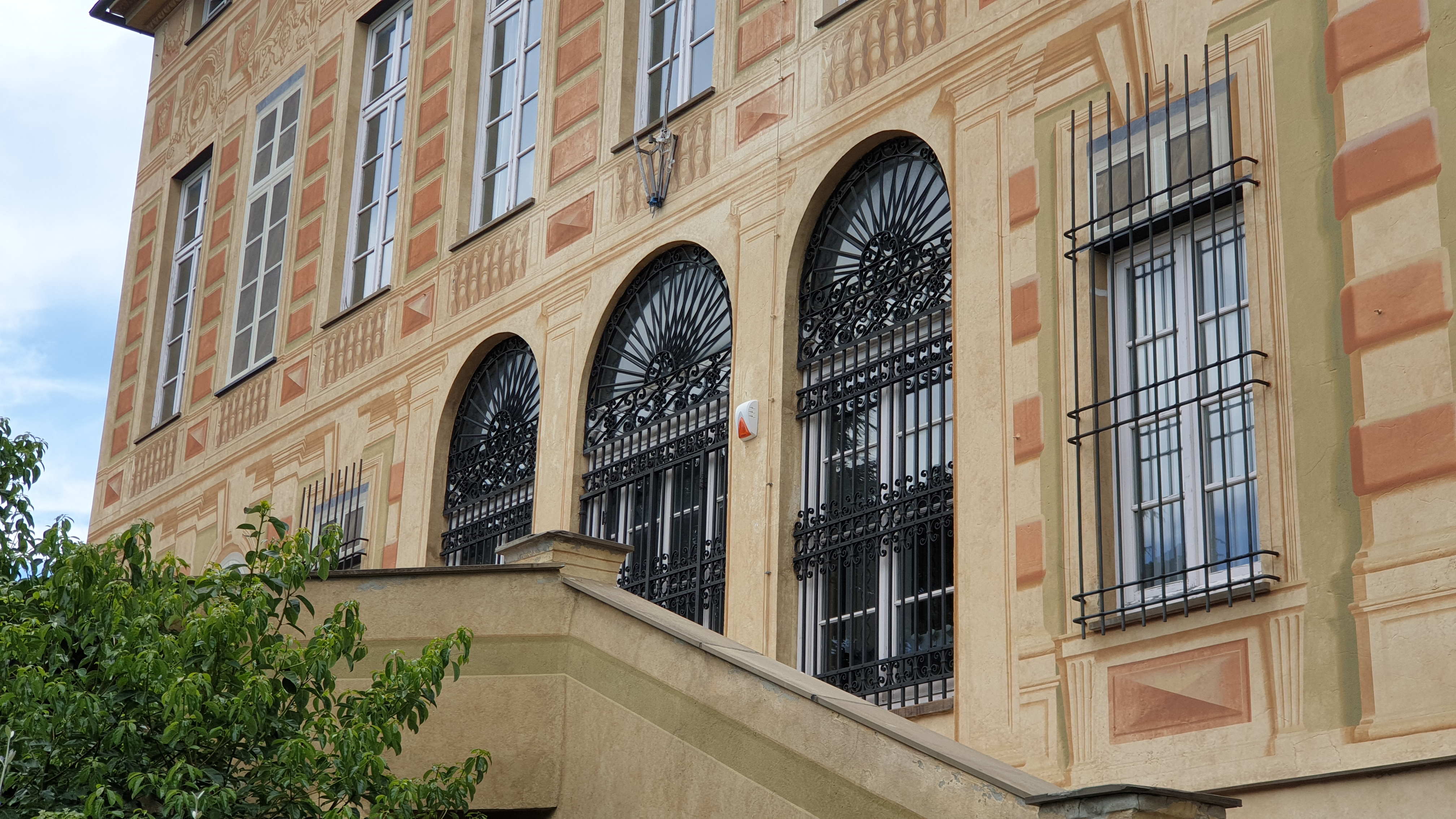
Particolare delle alte logge frontali della Villa, oggi vetrate

La moda della villeggiatura diede vita ad una vera e propria competizione tra le famiglie aristocratiche per realizzare sontuosi palazzi di villa che suscitarono l'ammirazione anche di illustri viaggiatori, chiamando a progettarli i migliori architetti dell'epoca, primo fra tutti il perugino Galeazzo Alessi, che divenne uno dei protagonisti del rinnovamento culturale genovese nel Cinquecento. L'Alessi introdusse a Genova un modello architettonico innovativo: con il cosiddetto "cubo alessiano", caratterizzato da un compatto edificio a base quadrata, senza corte interna ma con un ampio salone al centro del piano nobile, la copertura piramidale e alte logge aperte nel prospetto principale o nella facciata posteriore, che determinavano un nuovo rapporto con lo spazio esterno, la villa diveniva un elemento dominante nel paesaggio.
Le ville sorsero numerose principalmente sulla collina di Albaro e a Sampierdarena, località prossime alla città, ma anche nei centri rivieraschi più vicini, a levante (da Quarto a Nervi) e ponente (da Cornigliano a Pegli e Voltri) e nelle valli del Polcevera e del Bisagno. In particolare Sampierdarena tra Cinquecento e Seicento divenne una tra le più note località di villeggiatura italiane.
Alcune ville sorsero anche nelle aree a margine del centro urbano, in zone che nel XVII secolo sarebbero state racchiuse entro la cerchia delle mura ma che fino ad allora erano località fuori porta. Mirabile esempio è la Villa del Principe, edificata da Perin del Vaga all'inizio del Cinquecento per Andrea Doria nella località di Fassolo, appena fuori della porta S. Tommaso, simbolo della supremazia del principe nella vita politica ed economica genovese; il parco della villa si estendeva dalla collina di Granarolo fino al mare.
La costruzione delle ville proseguì nei secoli successivi, raggiungendo il suo culmine nel Seicento. Le famiglie patrizie non lesinarono le risorse destinate alla costruzione delle loro case, un immenso patrimonio edilizio e storico che comprende ancora oggi oltre duecento ville suburbane, quasi la metà delle quali tra Albaro e Nervi.

Trattenimento in un giardino di Albaro, di Alessandro Magnasco

Il pennello di Alessandro Magnasco ci ha lasciato un'istantanea della vita e dell'ambiente in cui la società ricca trascorreva la sua villeggiatura nella prima metà del XVIII secolo. Nel dipinto Trattenimento in un giardino di Albaro (1735), conservato a Palazzo Bianco, si vedono piccoli gruppi di persone in un giardino (identificato come quello della villa Saluzzo Bombrini di Albaro) intente a conversazioni, danze e giochi di carte, sullo sfondo della piana del Bisagno, nella zona di San Fruttuoso, ancora tutta coltivata a orti. Questa villa di Albaro è nota ai Genovesi come Villa Paradiso ed è stata la residenza di Fabrizio de André da giovane. Molte delle sue prime ballate sono sicuramente nate e sono state cantate per la prima volta in una stanzetta al piano terra che il cantautore aveva eletto a sua "tana".

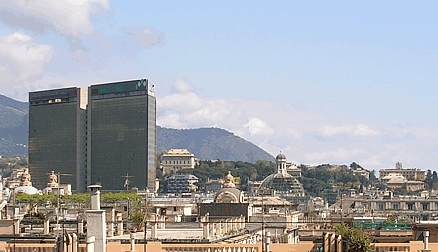
In mezzo ai moderni grattacieli fanno capolino le antiche ville. A fianco delle alte torri del centro direzionale di Corte Lambruschini, si vede la Villa Saluzzo Bombrini. A destra, sul crinale della collina di Albaro, si distinguono altre ville

Nel tardo Settecento tra gli aristocratici più colti si diffuse un interesse per la botanica, che spinse molti di essi a introdurre nei loro giardini piante esotiche provenienti da tutto il mondo, dando così origine ai primi orti botanici.
Nell'area genovese i più conosciuti erano quello fondato da Ippolito Durazzo sul bastione di Santa Caterina (oggi villetta Di Negro) e quello istituito da Clelia Durazzo Grimaldi a Pegli, oggi integrato nel parco della villa Durazzo-Pallavicini, realizzato nell'Ottocento da Ignazio Pallavicini.
In quello stesso periodo molti edifici dei secoli precedenti vennero adattati al gusto neoclassico e pre-romantico, soprattutto ad opera di Emanuele Andrea Tagliafichi, celebre architetto paesaggista dell'epoca, che curò anche la riconversione dei parchi di molte ville alla nuova moda, come la villa Lomellini Rostan di Multedo, la villa Rosazza nel quartiere di San Teodoro e la villa Gropallo dello Zerbino (dove Ippolito Durazzo trasferì il suo giardino botanico).
L'epoca delle sontuose dimore di villeggiatura delle famiglie patrizie finì con la discesa in Italia di Napoleone e la fine, nel 1797, della Repubblica di Genova, che ribattezzata Repubblica Ligure passò di fatto sotto il controllo della Francia repubblicana, determinando il declino della società aristocratica immortalata dal pennello del Magnasco.

### XIX e XX secolo
La ricca borghesia imprenditoriale che a partire dall'Ottocento era divenuta la nuova classe dirigente fece costruire eleganti villini, soprattutto nel levante e sulle alture del centro storico, ma questi non raggiunsero più lo sfarzo delle ville patrizie, anche se non mancano eccezioni. Una di queste è rappresentato dal parco romantico, con accenti esoterici, della villa Durazzo-Pallavicini di Pegli, realizzato da Michele Canzio per il marchese Ignazio Pallavicini. Aperto fin dall'inizio alle visite del pubblico, ebbe uno straordinario successo tra i contemporanei.
Tra la fine dell'Ottocento e i primi anni del Novecento, degne di nota sono le costruzioni in stile neogotico, come il castello d'Albertis, costruito da un gruppo di architetti sotto la supervisione di Alfredo d'Andrade, il castello Mackenzie e il castello Bruzzo nella zona di Castelletto, la villa Canali Gaslini in corso Italia e il castello Turke al capo di Santa Chiara, al confine tra Albaro e Sturla, tutti disegnati da Gino Coppedè nel suo personalissimo stile ispirato al gotico fiorentino.
Nello stesso periodo le ville storiche, troppo grandi per le nuove necessità, venivano divise in appartamenti o cedute a comunità religiose, nella maggior parte dei casi perdendo comunque, per le lottizzazioni e l'espansione urbanistica, i loro rigogliosi giardini; i pochi sopravvissuti sono oggi parchi pubblici.
Peggiore fu la sorte di quelle nel ponente cittadino, che tra Ottocento e Novecento visse un periodo di intensa industrializzazione, con le fabbriche che sorgevano sulle antiche proprietà fondiarie annesse alle ville, a cui si opposero inutilmente gli ultimi rappresentanti dell'aristocrazia legati alle rendite fondiarie. Le ville stesse, in molti casi, vennero inglobate nel tessuto produttivo come sedi di uffici e magazzini e in molti casi andarono incontro ad un degrado spesso irreversibile.
Lottizzazioni, speculazioni edilizie e cambi di destinazioni d'uso sono proseguiti nel corso del Novecento, causando la perdita di molte ville storiche e lasciandone altre in stato di completo di abbandono. Tuttavia quanto resta di questo immenso patrimonio edilizio consente ancora oggi, pur nel deterioramento degli edifici, di percepire quello che fu lo splendore di quelle dimore di villeggiatura che avevano caratterizzato per secoli il paesaggio genovese.

## Ville storiche
In questa sezione sono elencate molte delle ville storiche più significative per ragioni storiche o architettoniche comprese nel territorio del comune di Genova. La maggior parte delle ville superstiti sono sottoposte a vincolo architettonico da parte della Direzione Regionale per i Beni Culturali e Paesaggistici della Liguria.

### Ville del centro storico
Le ville suburbane nell'area storica di Genova sorsero nei sestieri di San Teodoro e San Vincenzo, che prima della costruzione delle seicentesche "Mura nuove" erano al di fuori della cinta muraria cittadina. La zona di Castelletto (già parte del sestiere di San Vincenzo) ospita anche alcune delle costruzioni realizzate a cavallo tra Ottocento e Novecento.
| Villa                                                            | Immagine | Descrizione |
| ---------------------------------------------------------------- | -------- | --- |
| Villa del Principe o Palazzo del Principe Andrea Doria a Fassolo |          | Costruita da Perin del Vaga per Andrea Doria nei primi decenni del Cinquecento, si trova nel quartiere di San Teodoro, all'epoca appena fuori della porta di San Tomaso della cinta muraria trecentesca. Andato perduto il parco a monte per la costruzione della ferrovia e l'espansione edilizia, resta in parte il giardino all'italiana antistante la villa, caratterizzato dalla fontana del Nettuno e suddiviso in quattro grandi aiuole con essenze mediterranee ed esotiche (nella foto una veduta ottocentesca di Alfred Noack). |
| Villa Di Negro Rosazza, detta "Dello Scoglietto"                 |          | Si trova nel quartiere di San Teodoro, a monte dell'attuale piazza Dinegro. Fu realizzata nel 1565 per il Doge Ambrogio Di Negro o per suo figlio Orazio in una zona che, a quel tempo, si trovava al di fuori delle mura cittadine, in posizione panoramica sul mare. Passata alla famiglia Durazzo, fu rimaneggiata in stile neoclassico alla fine del Settecento dall'architetto Emanuele Andrea Tagliafichi. Oggi di proprietà del Comune di Genova, è collegata ad un parco storico ad uso pubblico di circa 14.000 m². |
| Villa Doria, detta "Del Gigante"                                 |          | Si trova nel quartiere di San Teodoro, in via San Benedetto. Venne eretta nel XVI secolo dalla famiglia Doria che ne fu proprietaria fino al XIX secolo. Oggi appartiene a una società privata ed è sottoposta sin dal 1932 a vincolo totale dal Ministero per i Beni e le Attività Culturali. Prende il nome dalla grande scultura del Giove di Marcello Sparzo, detta Il Gigante, che era situata nel giardino verso il mare. Essa venne sciaguratamente demolita dai privati che possedevano la villa nel 1935. |
| Villa Pallavicino, detta "Delle Peschiere"                       |          | Costruita per Tobia Pallavicino intorno alla metà del Cinquecento, secondo la tradizione sarebbe stata progettata da Galeazzo Alessi. La villa sorge sul colle di Multedo, nella zona orientale del quartiere di Castelletto, al sommo di un percorso di giardini terrazzati digradanti, con le peschiere e i ninfei che le hanno dato il nome. La sistemazione dei giardini, ridimensionati per l'apertura della sottostante via Peschiera, fu progettata da G.B. Castello detto "il Bergamasco", autore insieme ad Andrea Semino e Luca Cambiaso della decorazione degli interni. |
| Villa Gropallo dello Zerbino                                     |          | Costruita per i Balbi nella seconda metà del Cinquecento, nella classica tipologia alessiana. Passò ai Durazzo nel Settecento ed infine ai Gropallo; contiene pregevoli affreschi seicenteschi di Gregorio De Ferrari (il "Tempo" e le "Stagioni") e Domenico Piola. Nel Settecento Ippolito Durazzo affidò a Emanuele Andrea Tagliafichi la sistemazione del parco, curando personalmente l'impianto delle specie vegetali, comprese numerose varietà esotiche (nell'immagine la villa fotografata da Paolo Monti nel 1963). |
| Villa Grimaldi Sauli                                             |          | Nel quartiere di San Vincenzo, nei pressi della stazione Brignole, fu costruita alla metà del Cinquecento da Galeazzo Alessi per un ramo della famiglia Grimaldi. All'epoca della sua costruzione fu considerata dal Gauthier una delle più belle ville genovesi e il Vasari descrisse con dovizia di lodi i suoi ampi bagni, ricchi di ornamenti e giochi d'acqua. Vi si trovavano affreschi di Luca Cambiaso, poi rimossi e conservati nella galleria di Palazzo Bianco, e Orazio Semino. A partire dal Settecento la villa visse un graduale periodo di decadenza che, sul finire dell'Ottocento, la vide infine oggetto di un radicale rifacimento che la trasformò da villa rinascimentale a villa in stile ottocentesco genovese. |
| Villa Croce (Carignano)                                          |          | Situata nel quartiere di Carignano, è attorniata da un vasto parco affacciato sulla circonvallazione a mare; costruita nell'Ottocento rimaneggiando un precedente edificio Spinola seicentesco, ospita il Museo d'arte contemporanea Villa Croce. |
| Villetta Di Negro                                                |          | Fu costruita all'inizio del XIX secolo dal marchese Giancarlo Di Negro sui resti del bastione di Santa Caterina delle mura tre-cinquecentesche. Distrutta dai bombardamenti della seconda guerra mondiale, al suo posto fu realizzato il museo d'arte orientale Edoardo Chiossone. Il suo vasto parco è oggi uno dei polmoni verdi del centro storico. |
| Villa Gruber De Mari                                             |          | Nel quartiere di Castelletto, ha un grande parco affacciato sulla circonvallazione a monte; la villa, ristrutturazione in stile neoclassico del cinquecentesco palazzo De Mari, ingloba la torre dell'edificio originario; il parco, sistemato all'inglese, con boschetti e radure, è oggi un giardino pubblico. |
| Villa Croce (Castelletto)                                        |          | Nel quartiere di Castelletto, costruita nel Settecento come villa suburbana, la villa ha una pianta a L e presenta nei prospetti due logge angolari, con affreschi e partiture architettoniche originarie. Un complesso barocchetto con ninfeo e scalinate la congiunge al giardino. Il parco confina a monte con il parco di villa Gruber de Mari e, prima del taglio di Circonvallazione a Monte era molto più vasto. Ancor oggi abitazione privata. |
| Villa Madre Cabrini, già Villa Acquarone                         |          | Nel quartiere di Castelletto, nei pressi del cinquecentesco Convento di Sant'Anna. Il nucleo iniziale di origine settecentesca, modificato e rialzato nel tempo, assunse l'aspetto attuale agli inizi del Novecento con il rifacimento delle facciate in stile eclettico. Un tempo nota come Villa Acquarone o Palazzo Acquarone, la villa passò alle suore Missionarie del Sacro Cuore di Gesù di Santa Francesca Saverio Cabrini, che la rinominarono Villa Madre Cabrini e vi insediarono un collegio scolastico. Negli anni Ottanta del Novecento fu restaurata e trasformata in condominio residenziale |
| Castello d'Albertis                                              |          | Una delle più significative tra le ville moderne, con parco panoramico, fu costruita in stile neogotico alla fine del XIX secolo da un gruppo di architetti sotto la supervisione di Alfredo d'Andrade per l'esploratore Enrico Alberto d'Albertis sui resti del bastione di Montegalletto delle mura tre-cinquecentesche. Ospita il museo delle culture del mondo. |
| Castello Mackenzie                                               |          | Nel quartiere di Castelletto, fu costruito da Gino Coppedè tra il 1893 e il 1905 per Evan Mackenzie, un ricco assicuratore fiorentino. Oggi è sede di una casa d'aste. |
| Castello Bruzzo                                                  |          | Nel quartiere di Castelletto, è anch'esso opera del Coppedè; fu costruito nel 1904 per Pietro Micheli. |

### Ville del levante
È questa la parte della città che ha subito minori trasformazioni a carattere produttivo e dove restano numerose e meglio conservate le antiche dimore patrizie, anche con i loro parchi e giardini, pur ridimensionati dalla forte espansione residenziale.

#### Albaro
Numerose sono ancora oggi le ville storiche presenti nel quartiere di Albaro, che fu una delle zone preferite dagli aristocratici genovesi; molte di esse, ristrutturate, in parte sono suddivise in appartamenti, altre ospitano istituti scolastici e sedi universitarie, cliniche e case di riposo.
| Villa                      | Immagine | Descrizione |
| -------------------------- | -------- | --- |
| Villa Giustiniani-Cambiaso |          | Sorge in posizione dominante al culmine della valletta Cambiaso, oggi parco pubblico che rappresenta quanto rimane del parco della villa che si estendeva in origine fino al mare. Fu costruita nel 1548 da Galeazzo Alessi per Luca Giustiniani. La proprietà passò nel 1787 alla famiglia Cambiaso e nel 1921 al comune di Genova; oggi appartiene alla Fondazione Carige ed è sede della facoltà di ingegneria dell'Università di Genova. La struttura elaborata dall'architetto perugino per questa villa, con la sua forma cubica tripartita da lesene, divenne il modello per la costruzione di altre ville e palazzi nel territorio genovese. |
| Villa Saluzzo Bombrini     |          | Villa Saluzzo Bombrini, detta il Paradiso, tipico esempio di architettura tardo manierista, sorge in posizione dominante sulla collina di Albaro. Fu costruita per Giacomo Saluzzo da Andrea Ceresola, detto il Vannone, nell'ultimo decennio del XVI secolo; nel 1837 divenne proprietà del marchese Henri de Podenas, nel 1886 fu venduta dagli eredi del nobile francese alla famiglia Bombrini, nelle cui mani è rimasta fino al 2005 quando è stata acquisita da una società immobiliare. Nel 2007 fu infine venduta a privati per destinarla ad abitazioni e uffici. |
| Villa Saluzzo Mongiardino  |          | Di fronte all'ingresso della villa Saluzzo Bombrini sorge la villa Saluzzo Mongiardino, costruita anch'essa per la famiglia Saluzzo all'inizio del XVIII secolo, divenuta nel 1871 proprietà dei Brian. Il nome Mongiardino deriva dagli affittuari che la occuparono dagli anni trenta agli anni settanta del XX secolo. Ancora oggi di proprietà privata e suddivisa in appartamenti, quindi non visitabile, più che per le sue caratteristiche architettoniche e la ricca decorazione barocca degli interni è nota per il soggiorno di George Byron, tra il 1822 e il 1823, prima di imbarcarsi per partecipare alla guerra per l'indipendenza della Grecia, dove sarebbe morto nell'aprile del 1824 per una grave malattia, come ricordato da un'epigrafe apposta sulla facciata.                                                                                  |
| Villa Brignole Sale        |          | Situata in via S. Nazaro, una delle tipiche crêuze di Albaro, fu costruita da un architetto della scuola di Bartolomeo Bianco per il marchese Giulio Sale all'inizio del Seicento con il rifacimento di un edificio cinquecentesco. La villa passò alla figlia Geronima e al genero Gio. Francesco Brignole, che vi apportò numerose modifiche. Questi, insieme al figlio Anton Giulio ospitò nella villa illustri uomini di cultura del suo tempo, tra i quali il poeta savonese Gabriello Chiabrera. Nel 1882 fu venduta alle suore marcelline e trasformata in educandato femminile ed è ancora oggi un istituto scolastico privato. Alcune parti dell'edificio vennero distrutte da un bombardamento nel 1942 e ricostruite nel dopoguerra rispettando per quanto possibile la struttura originaria. (nell'immagine la villa fotografata da Paolo Monti nel 1963). |
| Villa Bagnarello           |          | Sempre in via San Nazaro si trova la villa Bagnarello, conosciuta soprattutto per il soggiorno genovese di Charles Dickens, che vi dimorò da luglio a settembre del 1844 con la famiglia, per trasferirsi poi nella villa Pallavicini "delle Peschiere". Una targa ricorda la sua breve permanenza ad Albaro. Al primo impatto, come scrisse lui stesso, lo scrittore non ebbe un'impressione positiva di questa dimora, da lui definita "pink jail" ("prigione rosa"). In seguito, la permanenza in quel luogo, con la magnifica vista del mare e la piacevole brezza marina, lo fece ricredere fino a rimpiangerlo al momento della partenza. |
| Villa Allgeyer-Fuckel      |          | Costruita verso la fine del XVII secolo, apparteneva al doge Gerolamo Veneroso. Nel 1901 venne acquistata dalla famiglia Fuckel, che la fece ristrutturare dall'architetto Riccardo Haupt, il quale aggiunse un nuovo scalone marmoreo e una torre. Requisita durante la prima guerra mondiale, essendo i Fuckel cittadini germanici, venne loro restituita nel primo dopoguerra. Nel 1939 Anna Allgeyer, vedova del Fuckel, la vendette ai padri maristi. |
| Villa Sauli Bombrini Doria |          | Conosciuta come Villa Bombrini, è la sede del Conservatorio Niccolò Paganini. È circondata da un giardino all'inglese esteso per circa un ettaro. |
| Villa Raggio               |          | Cinquecentesca di origine ma ristrutturata da Riccardo Haupt tra il 1898 e il 1900, sede provvisoria del conservatorio Paganini negli anni della seconda guerra mondiale, è stata trasformata, in abitazioni private dopo essere stata per molti anni un istituto ospedaliero privato. |
| Villa Rebuffo Gattorno     |          | Seicentesca, con un ampio giardino antistante, ospita una residenza universitaria. |
| Villa Soprani              |          | Sorge nella zona più a levante del quartiere di Albaro; fu costruita all'inizio del XVII secolo e conserva un ciclo di affreschi di Giovanni Carlone con Scene dalle Metamorfosi di Ovidio. |
| Villa Canali Gaslini       |          | La più nota fra le ville del Novecento ad Albaro è stata una delle ultime opere a Genova di Gino Coppedè; costruita tra il 1924 e il 1925 per la famiglia Canali divenne in seguito sede del consolato del Giappone e nel periodo bellico fu occupata prima dalle truppe tedesche e poi da quelle alleate. Venne acquistata nel 1942 da Gerolamo Gaslini (industriale oleario e fondatore dell'istituto pediatrico intitolato alla figlia Giannina) che vi abitò a partire dal 1948. Dal 1988 è sede della Fondazione Gaslini. La villa, circondata da uno scenografico giardino, sorge su un poggio in posizione dominante su corso Italia, in corrispondenza della spiaggia di San Giuliano. |
| Villa Chiossone            |          | La villa, collocata direttamente sul lungomare di corso Italia venne costruita nel 1925 da Gino Coppedè in stile art nouveau con influenze spagnole e dell'eclettismo. L'edificio è in muratura lapidea e lateterizi con faccia a vista, con copertura a tegole marsigliesi. Presenta una struttura centrale quadrangolare con uno scenografico scalone e una torre con vista sul golfo. Inizialmente fu residenza nobiliare, poi albergo, e in seguito sede dell'Istituto per ciechi David Chiossone e sala per eventi e matrimoni. |

#### Quarto dei Mille
| Villa                          | Immagine | Descrizione |
| ------------------------------ | -------- | --- |
| Villa Quartara                 |          | Nel quartiere di Quarto una prima villa era stata costruita alla fine del XIV secolo, ma venne riedificata intorno alla metà del XV secolo dalla famiglia Castagna. Ebbe nel corso dei secoli diversi proprietari, tra i quali le famiglie Doria e Spinola e subì nel tempo varie trasformazioni, le più importanti ad opera degli Spinola nel Settecento. Il suo parco si estende dalla via Antica Romana al mare. Nel 1815 ospitò papa Pio VII in fuga da Roma durante i Cento giorni di Napoleone, quando Gioacchino Murat aveva attaccato lo Stato Pontificio. Nel 1889 fu acquistata da Lorenzo Quartara, sindaco dell'allora comune di Quarto, che nel 1902 la fece ampliare con una grande ala, decorata con affreschi di Luigi Morgari e modificò il parco con uno scenografico disegno geometrico. Dopo l'8 settembre 1943 fu requisita ed utilizzata come sede del comando militare germanico e in questa circostanza il parco venne deturpato con la costruzione di alcune installazioni militari. Nel 1960 la villa fu donata ai benedettini che officiavano la vicina parrocchia di Santa Maria della Castagna che vi sistemarono la loro biblioteca ed infine passò alla "Fondazione Gaslini", attuale proprietaria, che ne ha fatto la sede del CISEF Gaslini, Centro Internazionale di Studi e Formazione Germana Gaslini. |
| Villa Carrara                  |          | All'interno di un ampio parco sorgono alcune ville appartenute alla famiglia Spinola e in seguito ai Carrara; tra queste la villa Spinola Carrara, costruita nel XVII secolo su terreni degli Spinola, ed una villa in stile neogotico affacciata sul mare, costruita all'inizio del XX secolo. |
| Villa Spinola Cosci            |          | Fu costruita nel XVII secolo; nel 1860 il patriota Candido Augusto Vecchi vi ospitò Giuseppe Garibaldi nei giorni che precedettero l'imbarco della spedizione dei Mille. La villa ospita il Museo Garibaldino di Quarto. |
| Villa Spinola Doria D'Albertis |          | Situata al centro di una vasta tenuta agricola, fu costruita per gli Spinola di San Luca, ma non è noto l'anno di costruzione. Con il passaggio, nel 1593, alla famiglia Doria, fu trasformata in una lussuosa dimora residenziale. Modifiche sono intervenute nell'Ottocento e all'inizio del Novecento. |
| Villa Coppedè                  |          | Villa in stile neogotico con torretta, fu disegnata dall'architetto Gino Coppedè che vi abitò durante la sua permanenza a Genova. Si trova in via Rossetti nella zona di Priaruggia. |

#### Nervi
Nervi, il quartiere più a levante della Grande Genova, è caratterizzato dal più vasto complesso di parchi urbani presente sul territorio comunale, derivati dalla trasformazione dei giardini delle storiche ville patrizie in parchi paesistici. I parchi di Nervi, posti a monte della passeggiata lungomare e della linea ferroviaria, si estendono per circa 9 ettari e sono formati dall'unione dei parchi delle ville Saluzzo-Serra, Gropallo e Grimaldi-Fassio, acquisite dal comune di Genova tra il 1927 e il 1979. I parchi costituiscono un significativo esempio di giardino tardo settecentesco, in cui si trovano alberi d'alto fusto insieme ad arbusti tipici della macchia mediterranea e piante esotiche.
| Villa                      | Immagine | Descrizione |
| -------------------------- | -------- | --- |
| Villa Gropallo             |          | Circondata dal vasto parco insieme al quale venne ceduta al comune di Genova, fu fatta costruire da Francesco Gropallo nel settecento; è oggi sede della biblioteca civica di Nervi. Il suo parco venne ristrutturato dal marchese Gaetano Gropallo nei primi anni dell'Ottocento, sostituendo le specie mediterranee con cedri del Libano, palme e altre piante ritenute esotiche per l'epoca. Nel 1918 i suoi eredi cedettero la proprietà a una società immobiliare e nel 1927 fu acquistata dal comune di Genova |
| Villa Saluzzo Serra        |          | La villa, costruita nel XVII secolo, oggi sede della Galleria d’Arte Moderna, si apre su un vasto parco. Anch'essa venne acquistata nel 1927 dal comune di Genova per farne la sede della Galleria d'Arte Moderna del capoluogo ligure, inaugurata il 16 dicembre 1928. Chiusa tra il 1989 e il 2004, la galleria riaprì al pubblico nel 2004 dopo un radicale intervento di restauro e di riallestimento delle collezioni che spaziano tra la fine del Settecento a tutto il Novecento. La proprietà della villa passò nel tempo a diversi proprietari e l'edificio con passare dei secoli è stato sottoposto a diverse espansioni rispetto al disegno originario. L'ultimo proprietario, l'armatore Carlo Barabino, nel 1926 la cedette al comune di Genova che due anni dopo ne fece la sede della galleria d'arte moderna (che ora ospita anche le opere della collezione Wolfson).                               |
| Villa Grimaldi Fassio      |          | Non se ne conosce con precisione la data di costruzione, che però viene collocata da vari autori nel XVI secolo. A fianco alla villa vi è una cappella sconsacrata risalente alla seconda metà del XVIII secolo. Passata nel Novecento attraverso vari proprietari, nel 1956 fu acquistata dagli armatori Fassio Tomellini, i quali apportarono significative modifiche alla struttura dell'edificio, tra cui la creazione di un nuovo salone con accesso al parco. Nel 1979 il comune di Genova acquistò da questi ultimi proprietari la villa e il parco circostante. La villa oggi ospita il museo delle raccolte dei fratelli Frugone, inaugurato nel 1993, con opere di artisti italiani e stranieri dell'Ottocento e dei primi del Novecento. Il parco all'inglese si espande verso il mare, oltre la ferrovia, e comprende il roseto, che in passato è arrivato ad avere circa 800 varietà di rose differenti. |
| Villa Luxoro               |          | Villa con parco nella zona di Capolungo, è la più recente delle ville nerviesi, costruita nel 1903 all'estremità di levante del quartiere, dal 1951 è sede del museo Giannettino Luxoro, con le ricche collezioni di quadri e antiquariato dei proprietari e successive acquisizioni. Il parco, con essenze mediterranee (sono presenti pini, palme, carrubi, cipressi), si affaccia sulla scogliera a picco sul mare. |
| Villa Gnecco               |          | Si presso il torrente Nervi, poco sopra il tratto attraversato dal ponte storico di Nervi. Costruita nel XVIII secolo, ha la caratteristica struttura a angoli rinforzati a corpi angolari avanzati, alla maniera delle fortificazioni, che racchiudono la loggia a tre arcate al centro. |
| Villa Cattaneo della Volta |          | La villa Cattaneo della Volta, già Fravega, sorge a mezza costa lungo il fronte della collina di Sant'Ilario. Era in origine una villa padronale al centro di una tenuta agricola che dalla via Aurelia si estendeva fino alla collina con giardini, agrumeti, oliveti e colture orticole. |
| Villa Penco                |          | Situata anch'essa nella fascia collinare intermedia, lungo le strade di mezzacosta, come la villa Cattaneo della Volta era di origine agricola. |

### Ville di Sampierdarena
Sampierdarena fu, al pari di Albaro, una delle località di villeggiatura preferite dagli aristocratici, ma con l'avvento delle industrie e la conseguente urbanizzazione scomparvero totalmente i parchi che si estendevano dal mare fino ai colli di Belvedere e Promontorio, ad eccezione di parte di quello della villa Imperiale Scassi, divenuto giardino pubblico, e le ville stesse furono destinate ad usi impropri, quali uffici o magazzini, quando non vennero demolite per lasciar spazio a fabbriche ed abitazioni.
Particolarmente significativo il gruppo di tre ville cinquecentesche noto come "triade alessiana", perché costruite secondo i dettami architettonici introdotti a Genova da Galeazzo Alessi e a lungo ritenute opera dell’architetto perugino; solo ricerche condotte da studiosi nel Novecento hanno consentito la loro attribuzione a suoi collaboratori e seguaci attivi a Genova in quel periodo. Le tre ville, costruite dalle potenti famiglie genovesi Imperiale, Grimaldi e Lercari, sono conosciute rispettivamente con gli appellativi di "Bellezza", "Fortezza" e "Semplicità".
| Villa                                           | Immagine | Descrizione |
| ----------------------------------------------- | -------- | --- |
| Villa Imperiale Scassi, detta "La Bellezza"     |          | Oggi sede scolastica, fu costruita alla metà del Cinquecento dai fratelli Domenico e Giovanni Ponzello per la famiglia Imperiale. Per la sua sontuosità fu chiamata "la Bellezza"; alla decorazione contribuirono importanti artisti dell'epoca, quali Giovanni Carlone, Bernardo Castello. All'inizio dell'Ottocento fu acquistata dal medico Onofrio Scassi, che la fece restaurare da Carlo Barabino e abbellire con decori neoclassici. Nel 1886 fu acquistata dal comune di Sampierdarena e nel 1926, con la costituzione della Grande Genova, entrò a far parte del patrimonio del comune di Genova; da allora è utilizzata come sede scolastica. Oltre che per il palazzo la villa era famosa per il grandissimo parco, in gran parte sacrificato nei primi decenni del Novecento per la costruzione, nella parte più a monte, dell'ospedale Villa Scassi e, immediatamente dietro al palazzo, dello stadio della Sampierdarenese, che ebbe però vita breve e venne a sua volta eliminato nel 1929 per l'apertura di via Cantore. Quanto resta è oggi un giardino pubblico, il più grande nell'area urbana di Sampierdarena. |
| Villa Grimaldi, detta "La Fortezza"             |          | Fu costruita dal lombardo Bernardo Spazio per il banchiere Giovanni Battista Grimaldi. Chiamata "la Fortezza" per la sua massiccia e severa struttura, priva di decori esterni, rimase di proprietà della famiglia Grimaldi fino all'Ottocento, quando fu acquistata da Agostino Scassi e data in locazione per usi diversi, fino a divenire una fabbrica di conserve. Acquistata nel 1924 dal comune di Sampierdarena dal 1926 divenuta parte del patrimonio del comune di Genova, fu utilizzata come scuola fino al 2006. Da allora è chiusa e inutilizzata. La villa è tra le dimore genovesi i cui disegni vennero raccolti da Rubens, che vi soggiornò nel 1607, nel volume illustrato "Palazzi di Genova", pubblicato ad Anversa nel 1622. |
| Villa Lercari Sauli, detta "La Semplicità"      |          | Detta "la Semplicità", per le sue forme sobrie, fu costruita da Bernardino Cantone, in collaborazione con Bernardo Spazio, per Giovanni Battista Lercari. Acquistata dalla famiglia Sauli alla fine del Settecento, un secolo dopo, nel pieno dell'industrializzazione del territorio sampierdarenese, divenne proprietà dell'imprenditore Silvestro Nasturzio, che costruì una fabbrica sui terreni del giardino. Gravemente danneggiata durante la seconda guerra mondiale da un bombardamento aereo, nel dopoguerra fu ceduta a privati e suddivisa in appartamenti. Dell'edificio originale si conserva solo la struttura esterna, soffocata dalla presenza di edifici realizzati nell'ultimo secolo, tra cui il "Centro Civico", sorto negli anni ottanta sul sito dell'ex stabilimento Nasturzio. |
| Villa Spinola di San Pietro                     |          | La villa, di cui non è noto l'architetto, fu anch'essa fatta costruire da Giovanni Battista Lercari nella seconda metà del Cinquecento. Il nipote Giovanni Battista Spinola, duca di San Pietro in Galatina, la fece ristrutturare, completando la decorazione interna. Con i lavori eseguiti tra il 1622 e il 1625 l'edificio subì sostanziali modifiche, con la chiusura delle logge e l'apertura di nuove finestre. È uno dei due palazzi sampierdarenesi descritti dal Rubens nel volume Palazzi di Genova, dove è identificato come il palazzo "C". Fino all'Ottocento rimase di proprietà degli Spinola, fu poi ceduta a vari istituti religiosi e infine nel 1920 al comune di Sampierdarena che l'adibì a scuola. Un tempo in posizione aperta e dominante, dal primo Novecento è circondata e soffocata dagli edifici costruiti intorno. Attualmente è sede del liceo statale Piero Gobetti. All'interno sono affreschi di Bernardo Castello, Giovanni Carlone e Giovanni Andrea Ansaldo. (nell'immagine la villa Spinola di San Pietro nell'illustrazione di Rubens).                                                     |
| Villa Centurione del Monastero                  |          | È così chiamata perché fu costruita nel 1587 per Barnaba Centurione sul sedime di un monastero duecentesco di monache benedettine, del quale conserva il chiostro nel cortile interno. L'atrio e il salone al primo piano sono decorati con affreschi di Bernardo Castello. L'edificio ha subito rimaneggiamenti all'inizio del Novecento, quando fu acquistato dal comune di Sampierdarena e trasformato in istituto scolastico. |
| Villa Centurione Carpaneto                      |          | Si trova in piazza Montano, di fronte alla stazione ferroviaria. Cinquecentesca ma molto rimaneggiata, conserva al piano nobile affreschi di Bernardo Strozzi, gli unici di questo pittore, noto soprattutto per i suoi dipinti a olio. Il palazzo incorpora sul retro una torre, forse preesistente; quanto restava del suo vasto giardino scomparve con l'apertura di via Cantore. |
| Villa Crosa Diana                               |          | Fatta erigere nel Cinquecento dalla famiglia Crosa che aveva fatto fortuna con i commerci, rimase di loro proprietà fino all'epoca napoleonica quando i Crosa attraversarono le prime difficoltà economiche. Nel 1900 la famiglia Crosa, sempre più indebolita, vendette la villa ai Diana, eminenti esponenti di Sampierdarena e proprietari di un'industria conserviera che stanziarono nell'edificio. Lungamente abbandonata dopo la cessione dei Diana, la villa rimase abbandonata, sebbene sotto tutela, fino al 2002 quando fu oggetto di un importante restauro che la suddivise in appartamenti per privati. |
| Villa Tommaso Spinola                           |          | Via Rolando, 56 R. È riferita genericamente come una costruzione del XVI secolo e nella cartina vinzoniana del 1757 è descritto appartenesse alla proprietà del magnifico Tomaso Spinola, dotata di un bel giardino all'italiana e di un ampio terreno che si estendeva verso ponente. La facciata di oggi ha poche caratteristiche che ricordano la storia dell'edificio inoltre la costruzione è stata seppellita dal progressivo aggiungersi di edifici. L’insieme, senza più giardino, inserito come è in un continuo di case affiancate ai lati e più alte avendo potuto sopraelevarsi, ha perduto ogni dignità e titolo di villa antica. Negli anni Duemila un restauro dell'edificio avrebbe dovuto destinarlo completamente all'uso civile di abitazione, ma questo non risulta completato. |
| Villa Currò                                     |          | Via dei Landi, 19. Riferita anche col nome di Villa Pallavicino Durazzo Currò, è una costruzione edificata in epoca cinquecentesca, in una zona abbastanza ripida, ma con l’ampio panorama della riviera di ponente, ha l’aspetto della tradizionale villa prealessiana: rettangolare allungata, spoglia di qualsiasi decorazione; ha un corpo laterale aggiunto a levante, più basso e che forma una terrazza per il piano nobile. L'annessa cappella citata in alcuni documenti del Cinquecento è andata perduta durante il rimaneggiamento. Nei Seicento la proprietà di villa e terreno è citato che fu di Giovanni Luca Pallavicini e, in seguito alle eredità di parentela, passò alla famiglia Durazzo-Pallavicini che la vendette ai Currò nel 1867 che la mantennero fino al 1900 quando venne convertita in una scuola per orfanelle. Ancora oggi ospita una scuola materna. L'edificio appare inalterato e protetto dalla Soprintendenza, del parco invece sopravvive poco, inglobato nell'urbanizzazione selvaggia di inizio secolo.                                                                                    |
| Villa Doria delle Franzoniane                   |          | Costruita nel Cinquecento per la famiglia Doria, nel 1764 fu acquistata dall'abate Paolo Gerolamo Franzoni per farne la sede della congregazione delle Madri Pie, da lui fondata alcuni anni prima. Conserva al suo interno affreschi della scuola dei fratelli Calvi e nel refettorio un dipinto di Bernardo Castello; alla villa, caratterizzata da una torre perfettamente conservata, è annessa la piccola chiesa di Nostra Signora della Sapienza, costruita nel 1821 su disegno di Angelo Scaniglia. Nel giardino, molto ridimensionato dopo l'apertura di via Cantore, è ancora presente un grande ninfeo a grotta. |
| Villa Negrone Moro                              |          | Situata all'estremità orientale del quartiere, risale probabilmente al XVI secolo e mostra le caratteristiche tipiche delle ville di stile alessiano, ma non se ne conosce la data precisa di edificazione, né il progettista. Era collegata a ponente con la villa Pallavicini Moro, che ormai in stato di avanzato degrado venne demolita nel 1972 e della quale resta solo la parte inferiore della facciata con il grande portale di ingresso. Già proprietà della famiglia Negrone, alla fine dell'Ottocento fu inglobata nel perimetro dell'oleificio Moro, insediatosi nei terreni retrostanti. Negli anni settanta con la demolizione dello stabilimento la villa venne ristrutturata a uso uffici e l'area circostante resa pubblica. |
| Villa Pallavicini Gardino                       |          | In stile alessiano, fu costruita intorno alla fine del XVI secolo e apparteneva alla famiglia Pallavicini, che in questa zona aveva un nutrito gruppo di ville familiari, quasi tutte scomparse. Nel 1946 fu acquistata dai Gardino, che già la occupavano dal 1920 e avevano realizzato sui terreni a monte un deposito di legnami, trasferito altrove nel 2002, quando i terreni vennero venduti per costruire il centro direzionale di san Benigno. La villa è stata oggetto di un restauro conservativo nel 1996 che ha ridisegnato gli spazi interni per destinarli ad appartamenti, ma poi abbandonata. Nel 2023 è stata sottoposta a un completo restauro esterno. |
| Villa Serra Doria Masnata                       |          | Affacciata su via Cantore, fu originariamente costruita nel 1613 da Bartolomeo Bianco per il nobile Paolo Serra. In seguito la proprietà passò alla famiglia Doria, che la tenne fino ai primi dell'Ottocento. Durante l'assedio di Genova del 1746-1747 vi soggiornò il generale Antoniotto Botta Adorno, comandante delle truppe austriache. Passata alla famiglia Masnata, fu da questa ceduta al comune di Sampierdarena che nel 1874 ne fece la prima sede dell'ospedale, operante fino al 1916, quando venne inaugurato quello di villa Scassi. Dopo aver ospitato per breve tempo la biblioteca comunale, dal 1933 è sede scolastica. La struttura è quella classica di scuola alessiana; con l'apertura di via Cantore perse il giardino antistante e con i restauri succedutisi nel tempo sono andati persi sia gli affreschi della facciata sia quelli interni. |
| Villa Doria De Mari, oggi Istituto Don Daste    |          | Salita Belvedere, 2. Costruita nel Cinquecento per la famiglia Doria, ma ampiamente rimaneggiata nel Settecento con una prorompente introduzione di elementi neoclassici, mantiene ancora e ben curati affreschi e stucchi d'epoca; è oggi sede dell'Istituto della Divina Provvidenza. |
| Villa Crosa De Franchi, oggi Istituto Antoniano |          | Salita Belvedere, 5. Di proprietà della famiglia Crosa, la stessa di Villa Crosa Diana che qui aveva una casa di campagna in una località citata come cima della Crosetta, di modeste dimensioni con annessa cappella intitolata a N.S. della Misericordia. L'edificio, una tipica costruzione di villa genovese prealessiana, risultava esposto anomalamente rispetto ad altri disposti sulla direttrice di Sampierdarena, ma questa anomalia fu corretta in seguito ai lavori dei De Franchi che lo acquisirono in un periodo non meglio specificato e passò infine all'"Istituto Antoniano femminile Figlie del Divino Zelo". All'interno sono conservati i volumi originali e gli affreschi a grottesca sebbene gli spazi siano stati riallestiti per ospitare aule e convitti. |
| Villa Rossi                                     |          | Salita Belvedere, 18. Attestata come proprietà Di Sebastiano Pallavicini, la cui famiglia aveva grandi possedimenti in zona sampiardarenese, la villa è un tipico esempio di "villa coltiva" ovvero destinata alla gestione e manutenzione dei terreni agricoli del versante collinare di ponente della Salita del Belvedere, particolarmente ripidi. Antica ma senza particolari interessanti, presenta sul portale una nicchia con una Madonna; sopra lo stipite c’è un rilievo con “l’Agnus”; sulla colonna a monte del portone la scritta “villa Rossi”. |
| Villa Tomati                                    |          | Posta sul Colle degli Angeli e sulla sommità di salita degli Angeli, è una delle più antiche ville di Genova conservate. Il complesso è composto da due corpi laterali e uno centrale. Fra quelli laterali, uno presenta un doppio ordine di loggiati ed è aperto. Gli interni presentano influenze tardo-gotiche, facendo della villa uno dei pochi esempi genovesi di villa tardo-medioevale. Modificata con interventi fra il XVII e il XIX secolo, conservatisi sino in epoca moderna, l'edificio, proprietà di A.R.T.E., è in prevalenza sede del circolo Arci 30 Giugno, con la restante parte destinata ad appartamenti. |
| Villa Frisone                                   |          | Corso Martinetti, 147. Nota anche col nome di Villa Frixone, è una costruzione Settecentesca voluta dalla famiglia come villa coltiva e di controllo nell'importante traffico della via che vi scorre a fianco. Nell'Ottocento fu ampiamente rimaneggiata consegnandocela come è visibile oggi. Il palazzo, strutturato a L, è posto sul crinale e possiede ancora un vasto appezzamento di terreno digradante. All’interno, solo il piano nobile conserva degli affreschi ottocenteschi e, in una sala, uno stemma nel disegno del pavimento. Ad oggi l'edificio è adibito ad abitazione privata, ma versa in uno stato di evidente degrado. |

### Ville della Val Polcevera

#### Campi, Fegino, Borzoli
| Villa                              | Immagine | Descrizione |
| ---------------------------------- | -------- | --- |
| Villa Imperiale Casanova           |          | Costruita dagli Spinola nella seconda metà del XVI secolo fu sede, al tempo della Repubblica di Genova, di ricevimenti e banchetti per ospiti illustri prima dell'ingresso ufficiale in città. La villa, che sorge a Campi, nella Val Polcevera, ai piedi della collina di Coronata e alle spalle degli attuali centri commerciali, dopo anni di degrado è ora in fase di recupero. All'epoca della repubblica democratica, tra il 1799 e il 1800, il principe Imperiale, sostenitore dei francesi, era solito organizzare nella sua villa di Campi delle feste alle quali partecipava l'élite repubblicana filo-francese. A queste feste ebbe occasione di partecipare Ugo Foscolo, che si era arruolato nella Guardia Nazionale e prendeva parte con le truppe francesi alla difesa di Genova.                                                               |
| Villa Cattaneo dell'Olmo           |          | Si trova nella zona più settentrionale della zona di Campi, al confine con il quartiere di Rivarolo e vicina alla Badia del Boschetto; è sede della Fondazione Ansaldo, che raccoglie archivi cartacei, fotografie e filmati d'epoca provenienti da molte storiche aziende genovesi. |
| Villa Spinola Raggi Pignone Parodi |          | Via Evandro Ferri, 11, Genova (Fegino). Fu costruita a mezza costa sulla collina di Fegino nel XVIII secolo e costituiva, insieme alla scomparsa villa Durazzo-Cataldi di San Quirico, un notevole esempio di architettura rococò. Il vasto parco che la circondava fu trasformato intorno alla metà del Novecento in un deposito petrolifero della società Permolio, compromettendo l'area sia sul piano paesaggistico sia su quello ambientale. Dopo la dismissione degli impianti è in corso un piano di riqualificazione. L'immobile si presenta in cattive condizioni di manutenzione ma ancora integro nelle sue caratteristiche costruttive e nelle finiture interne; degni di nota lo scalone interno, le decorazioni pittoriche ottocentesche e il grande ninfeo sul retro del palazzo. (nell'immagine la villa fotografata da Paolo Monti nel 1964). |
| Villa Doria Grimaldi "La Commenda" |          | La villa è costituita da un antico insediamento, la Commenda Gerosolimitana, detta dell'Epifania del Signore, fondata all'inizio del XVII secolo dal frate Francesco Lomellino a beneficio della propria famiglia. È costituita da un insieme eterogeneo di abitazioni comprendente un'antichissima torre con voltino, alcune vecchie case ed una villa in stile barocco, chiamata "Villa Elisa". Pur appartenendo formalmente all'ordine dei Cavalieri gerosolimitani, la commenda fu legata alla famiglia Lomellini, passando agli eredi del fondatore fino a quando per liti familiari, fu intestata ai Cavalieri di Malta. Oggi il complesso presenta uno stato di conservazione disomogeneo, con alcuni edifici elegantemente ristrutturati ed altri in precario stato di manutenzione.                                                                   |

#### Rivarolo
| Villa             | Immagine | Descrizione |
| ----------------- | -------- | --- |
| Villa Pallavicini |          | Piazza Durazzo Pallavicini, 22, Genova (Rivarolo). Sorge nel centro di Rivarolo, affacciata sulla omonima piazza; è oggi in stato di abbandono dopo essere stata a lungo sede di uffici municipali decentrati. Costruita nel XVIII secolo dai Durazzo Pallavicini su una precedente struttura del XV o XVI secolo secondo un modello architettonico di ispirazione francese, è composta da un edificio centrale e due corpi di fabbrica laterali separati attorno ad una corte ed era in origine circondata da un vasto giardino, parte del quale perduto già nel XIX secolo per l'espansione urbanistica del borgo di Rivarolo. Quanto restava del parco scomparve definitivamente intorno alla metà del Novecento per la nuova urbanizzazione e per la costruzione dei due viadotti ferroviari che attraversano il quartiere passando vicino alla villa. |

#### Murta
| Villa                                 | Immagine | Descrizione |
| ------------------------------------- | -------- | --- |
| Villa Bonarota Doria Costa "Clorinda" |          | Via Massucone Mazzini, 56 – via Monfenera, 11, Genova (Trasta). Villa Bonarota, conosciuta come "Villa Clorinda", fu costruita nel XVII secolo sulla collina di Murta, in posizione dominante sulla val Polcevera, nei pressi del borgo di Lastrico; appartenne a diverse ricche famiglie genovesi (Bonarota, Doria e Costa) e oggi, con la ristrutturazione degli anni ottanta, dopo anni di abbandono, è stata trasformata in un condominio; dispone ancora di un ampio parco. Da aprile a luglio del 1747, durante l'occupazione austriaca della val Polcevera, fu sede dello stato maggiore degli occupanti. |
| Villa Noli Prato Cerruti "Paola"      |          | Salita Murta, 17, Genova (Murta). Villa Noli Prato Cerruti, conosciuta come "Villa Paola", sorge anch'essa sulla collina di Murta. Costruita nel XVIII secolo, immersa in un ampio parco alberato, ancora oggi ben conservato, secondo il Persoglio era "forse il più bello per architettura, per giardini e viali, per prospettiva, di quanti sono in Murta". Oggi è trasformata in condominio; degna di nota la cappella al piano terreno, decorata con affreschi e con un altare marmoreo di ottima fattura.                                                                                                  |

#### Bolzaneto
| Villa                | Immagine | Descrizione |
| -------------------- | -------- | --- |
| Villa Ghersi-Carrega |          | Via Costantino Reta, 3, Genova (Bolzaneto). Costruita nel XVII secolo, si trova lungo la "Via Nazionale" all'ingresso di Bolzaneto provenendo da Rivarolo. Nel corso del suo soggiorno a Genova (1624-1627) vi fu ospite il pittore fiammingo Antoon van Dyck. Oggi è sede del Municipio V - Valpolcevera. |
| Castello Pastorino   |          | Derivato dalla trasformazione, all'inizio del XX secolo, di un fortilizio quattrocentesco rimasto per molto tempo abbandonato, fu acquistato dalla famiglia Pastorino e trasformato prima in villa di campagna con parco all'inglese, poi, per volontà di Carlo Pastorino, in ospedale, attivo fino agli anni ottanta del Novecento. Attualmente ospita una residenza per anziani ed un "hospice" per malati terminali, intitolato a Gigi Ghirotti. |
| Villa Cambiaso       |          | Via Cremeno, Genova (Cremeno). Costruita nel XVIII secolo presso la frazione di Cremeno, fu residenza estiva di Giovanni Battista Cambiaso, doge della Repubblica di Genova dal 1771 al 1773, che fece costruire a proprie spese la strada di fondovalle della val Polcevera. Oggi è trasformata in condominio. |

#### Pontedecimo
| Villa                      | Immagine | Descrizione |
| -------------------------- | -------- | --- |
| Villa Ravara-Ottonello     |          | Via D. Meirana, 13, Genova nel quartere di Pontedecimo. Costruita dalla famiglia Ravara nel 1793 in stile neoclassico, su progetto di Carlo Barabino. Oggi trasformata in condominio residenziale. |
| Villa Pittaluga-Piuma      |          | Via N. Gallino, 116, Genova (Pontedecimo),. Costruita dalla famiglia Pittaluga nel Settecento, divenne residenza di villeggiatura dei Marchesi Piuma nel 1812. Il volume settecentesco a sviluppo longitudinale è articolato sullo spezio rettangolare dell'atrio a lunette che serve il piano nobile con una scala laterale. Gli spazi interni originari furono rimaneggiati alla fine del XIX o all’inizio del XX secolo dai Piuma, che ampliarono il parallelepipedo della villa con l’aggiunta di alcuni volumi sul retro della stessa. Oggi in abbandono. |
| Villa Millo, oggi "Navone" |          | Salita a Cesino, Genova (Cesino). Con cappella gentilizia e due chalet lignei decorati con ancore, a ricordare il legame della famiglia Millo, armatori presso il porto di Genova, e il mare. Della famiglia si ricorda il Quartiere Millo nel Porto Antico di Genova. Oggi trasformata in condominio residenziale. |
| Villa Roccatagliata        |          | Via Benedetto da Cesino, Genova (Cesino). Oggi trasformata in condominio residenziale. Con ampio parco, dipendenze e campo di equitazione. |
| Villa Amalia               |          | Via Madonna delle Vigne, Genova (Cesino). Oggi trasformata in condominio residenziale. Con torretta e cappella gentilizia. |

### Ville del ponente

#### Cornigliano

Il Castello Raggio

Anche a Cornigliano sorsero numerose ville patrizie, più antiche di quelle dei quartieri circostanti come Sampierdarena, le ville di Cornigliano sono l'embrione iniziale del fenomeno della villa patrizia fuori città e l'epoca di costruzione di alcune di queste risale al XIV secolo (come è il caso di Villa Spinola Narisano e Villa Spinola Dufour). La strada lungo la quale erano allineate, originariamente chiamata "via dorata" e che seguiva il tracciato dell'Antica Via Aurelia (rientrata rispetto all'attuale via Cornigliano, ma ancora presente in vari spezzoni) partiva dal ponte di Cornigliano e passava ai piedi della collina di Coronata proseguendo verso Sestri Ponente. Le ville di Cornigliano ebbero un momento di grande decadimento quando la nobiltà cittadina preferì altri quartieri del ponente per il soggiorno, venne successivamente riscoperta nel Settecento con il restauro e rimaneggiamento di alcuni degli edifici di villa, inoltre nell'Ottocento fu costruita sorgeva una delle ville ottocentesche più famose di Genova, che ha però avuto vita breve, il Castello Raggio.
Il Castello Raggio era stato costruito negli anni ottanta dell'Ottocento dall'architetto Luigi Rovelli per l'imprenditore Edilio Raggio, prendendo a modello il castello di Miramare di Trieste. Il "castello" sorgeva sul promontorio di Sant'Andrea, anticamente sede di un monastero benedettino, e fino alla prima guerra mondiale la famiglia Raggio vi ospitò alti rappresentanti della nobiltà e della politica. Con la seconda guerra mondiale e l'interramento del mare antistante per la costruzione dello stabilimento siderurgico Ilva fu abbandonato andando incontro ad un inarrestabile degrado e fu demolito nel 1951.
| Villa                                 | Immagine | Descrizione |
| ------------------------------------- | -------- | --- |
| Villa Durazzo Bombrini                |          | Fu costruita a partire dal 1752 dall'architetto francese Pierre Paul De Cotte per il marchese Giacomo Filippo II Durazzo. Con una scelta insolita nel panorama genovese dell'epoca, ancora legato al classico modello cinquecentesco alessiano, ma ormai affermata nel contesto transalpino, la villa è composta da un corpo di fabbrica centrale con decori in stile rococò con due ali laterali attorno ad una vasta corte. Considerata la più prestigiosa delle ville di Cornigliano a metà dell'Ottocento fu venduta dai Durazzo e in seguito acquistata dai Savoia. Tra il 1865 e il 1866 nella villa visse gli ultimi mesi della sua breve esistenza lo sfortunato principe Oddone di Savoia. Passò in seguito ai Bombrini, che nel 1928 ne fecero la sede degli uffici dell'Ansaldo. Nel secondo dopoguerra divenne sede dell'Italsider, dal 2008 nel contesto di riqualificazione del quartiere ospita uffici e studi professionali, il centro provinciale per l'impiego e la Genova Liguria Film Commission. Conserva la torre, il notevole scalone a sbalzo, numerosi saloni affrescati, il giardino all'italiana sul fronte e parte del giardino sul retro, adibito a parco pubblico. |
| Villa Domenico Serra                  |          | Via Cornigliano 17. Municipio del comune autonomo di Cornigliano Ligure fino alla sua soppressione nel 1926, quindi sede della circoscrizione comunale di Cornigliano fino agli anni novanta, è attualmente sede della locale sezione della polizia municipale. Conserva il giardino, adibito a parco pubblico (Giardini Luciano Melis); mentre le decorazioni degli ambienti interni sono andate perdute a causa dei danni dovuti ai bombardamenti. |
| Villa Serra Richini                   |          | Villa settecentesca con un'elegante facciata neoclassica che mantiene quasi intatto un giardino all'italiana disposto su tre livelli collegati da due scenografici scaloni simmetrici ornati di balaustre e fioriere e una lunga ringhiera marmorea a contorno, sono inoltre presenti con fontane e ninfei a grotta scavati nei terrapieni dei tre livelli. |
| Villa Spinola Canepa                  |          | Via Cornigliano 17A. Il palazzo conserva molti elementi della struttura originaria quattro/cinquecentesca e è quindi, dal punto di vista architettonico, straordinariamente importante. Si sono mantenuti anche elementi solitamente difficili da rintracciare come volte ad ombrello e a canestro. All'interno sono conservati gli affreschi a grottesca originali del periodo di costruzione dell'edificio. |
| Villa Gentile Bickley                 |          | Restaurata nel 1998 dopo un lungo degrado. Attuale sede della biblioteca civica "Guerrazzi", conserva alcuni saloni affrescati, la cucina settecentesca, la torre ed una piccola parte del giardino, adibito a parco pubblico. |
| Villa Spinola Muratori                |          | Via Nino Cervetto 23-25. Importante palazzo costruito in più fasi. Al volume antico è aggiunto a levante un corpo che contiene il vano scala e a ponente, lungo la via, un volume che permette la realizzazione di una scenografica facciata tripartita, di ispirazione marcatamente alessiana, con loggia centrale. Internamente si trova una bella scala loggiata con colonne capo scala. Danneggiato gravemente a metà Settecento durante la guerra di successione austriaca, è trasformato dapprima in fabbrica di mezzari e poi, dopo la metà dell’Ottocento, in appartamenti. La torre di pertinenza era un tempo collegata al palazzo |
| Villa Spinola Narisano                |          | Viale Narisano 14. Sede del centro civico e di uffici amministrativi del Municipio VI Medio Ponente. Conserva la torre ed alcuni saloni affrescati. |
| Villa Spinola Dufour                  |          | Il complesso di villa Spinola Dufour si articola in due ville distinte ma contigue (denominate "di levante" e "di ponente"). La villa di levante, già residenza dell'architetto Maurizio Dufour ed attualmente sede di ricevimenti e congressi, è stata attentamente restaurata e presenta quasi interamente i caratteri originari, fra cui pavimenti in ardesia e cotto, saloni affrescati, una significativa porzione dell'originario affresco in facciata, la torre e buona parte del parco. La villa di ponente, anch'essa ancora dotata di torre, è sede dell'oratorio della chiesa di S. Giacomo. |
| Villa Doria Cevasco                   |          | Il complesso della villa Doria di Cornigliano comprende due edifici nobiliari attestati su via San Giacomo Apostolo (Villa Doria Cevasco a mare e Villa Doria Dufour a monte), oggi inglobati all'interno del Parco Urbano Valletta Rio San Pietro. Entrambe le costruzioni sono ridotte a ruderi ed invase dalla vegetazione (nell'immagine di Paolo Monti del 1963: sulla sinistra i resti di villa Doria Cevasco Dufour, pesantemente danneggiata dai bombardamenti della seconda Guerra Mondiale, mentre sulla destra la torre, ora isolata, già parte dell'adiacente palazzo Spinola Muratori. Sullo sfondo i gasometri delle acciaierie, ora demoliti) |
| Villa Pallavicini Raggi               |          | Via dei Domenicani, 5. Il grande palazzo, di forma parallelepipeda e con il prospetto principale sovrastato da un movimentato fregio barocco, conserva intatti il piano terra e lo scalone in stile rinascimentale, ricchi di elementi architettonici in pietra scolpita; i piani superiori sono più recenti e risalgono probabilmente a una ristrutturazione seicentesca. Frazionato in appartamenti a inizio Novecento. |
| Villa Marchese                        |          | Via San Giacomo Apostolo 4. Appartiene alla famiglia Marchese dalla fine del Settecento. Il regolare volume del palazzo è privo di decorazioni esterne e coperto da un grande tetto a padiglione. Il prospetto principale è impreziosito da una importante loggia centrale, un tempo affacciata su una terrazza poi sopraelevata. Più di altre, la villa conserva il carattere agricolo con i terreni a valle un tempo coltivati e fiancheggiati da viali pergolati. |
| Villa Pavese Dufour                   |          | Via Tonale 37-39. La complessa architettura del palazzo, che si sviluppa lungo la strada, sembra essere il risultato di un intervento che ingloba diverse preesistenze. Tra di esse è una elegante cappella barocca il cui grandioso altare in marmo, rimosso, si trova oggi nell’abbazia di Novalesa in val di Susa. Nella parte sottostante dell’edificio, verso il mare, un porticato con volte a crociera si apriva sul giardino e sul retro dava accesso a una serie di vani: tre con grandi volte a botte e un terzo con volta a ombrello su peducci in pietra, che testimoniano una prima fase costruttiva di villa. Pochissime le notizie certe prima dell’acquisto, a inizio Novecento, da parte di Luigia Pavese Dufour. |
| Villa Spinola De Ferrari              |          | Costruita da Bartolomeo Bianco per Gio Domenico Spinola dal 1621. La caratterizza lo scenografico scalone simmetrico che dall’atrio conduce al piano superiore. Fa parte dell’Istituto Calasanzio. |
| Villa Invrea oggi Istituto Calasanzio |          | Appartenuta nel Settecento alla famiglia Invrea e poi inglobata nelle proprietà dei Serra, oggi ospita gli ambienti dell’Istituto Calasanzio |
| Villa De Franchi Musso                |          | L’antico palazzo con piccola torre affiancata si affaccia sulla parte centrale del percorso delle ville, ma la modifica del viale di accesso lo rende oggi difficilmente individuabile dalla strada. Suddiviso in appartamenti. |
| Villa Adorno Carbone                  |          | Divisa in appartamenti, tuttora di grande valore paesaggistico. |
| Villa Spinola Grillo                  |          | L’edificio è addossato all’alto terrapieno tra strada e giardino, oggi diviso in appartamenti. |
| Villa De Mari Dufour                  |          | Antica proprietà della famiglia de Mari, appartenne al botanico Luigi Dufour a fine Ottocento – oggi è adibito a edificio scolastico. |
| Villa Raggio degli Erzelli            |          | Conosciuta anche come villa Vivaldi Pasqua, è una dimora signorile che ha inglobato l'abbazia cistercense di Sant'Andrea (XII secolo). Conserva la torre, buona parte del parco ed il casino di caccia sulla sommità della collina. Dopo le soppressioni napoleoniche degli ordini religiosi del 1798, la badia fu acquistata dal duca Pietro Vivaldi Pasqua, che la trasformò in una villa signorile, modificando profondamente il complesso pur conservando l'originario stile gotico. Dopo vari passaggi di proprietà nel 1879, insieme a tutta l'area circostante, l'intero comprensorio fu acquistato dall'imprenditore Edilio Raggio, che a poca distanza fece costruire il Castello Raggio. Gravemente danneggiata nel corso della seconda guerra mondiale e successivamente ristrutturata, divenne sede di società ed enti di ricerca fino alla metà degli anni novanta. Nuovamente ristrutturata dal 2008 dopo alcuni anni di abbandono, ospita le sedi di alcune aziende. |

#### Sestri Ponente
| Villa                     | Immagine | Descrizione |
| ------------------------- | -------- | --- |
| Villa Rossi               |          | Fatta costruire dai Lomellini nel XVII secolo fu poi ceduta agli Spinola; nel 1855 fu acquistata dai Rossi-Martini, famiglia di banchieri genovesi, che ampliarono il parco. Nel 1893 vi fu ospite Elisabetta di Baviera, più nota come"principessa Sissi". Nel 1931 è stata acquistata dal comune di Genova che ne ha adibito l'edificio principale a scuola elementare fino al 2004; ristrutturata, ospita un centro culturale. Il parco, polmone vedere del quartiere di Sestri Ponente, ricco di varie specie esotiche ed autoctone, misura circa 4 ettari.              |
| Villa Maria De Mari       |          | Edificata nel XVI secolo, passa nel Settecento alla famiglia De Mari, che diede all'edificio l'aspetto attuale, poi nel 1771 agli Spinola, nel 1896 ai banchieri Rossi Martini ed infine nel 1939 alla famiglia Rollino. Il grande parco e il giardino all'italiana sono andati completamente perduti per l'espansione edilizia degli anni sessanta mentre la villa è in stato di abbandono. Lo spazio antistante è occupato da un bocciodromo dopolavoristico per i dipendenti dell'Ansaldo.                                                                                |
| Villa Spinola Pallavicino |          | Costruita ai primi del Settecento sorge lungo la costa a ponente del borgo, in via S. Alberto 5. Dopo vari passaggi di proprietà venne acquistata nel Novecento dalla famiglia sestrese dei Bagnara una cui esponente, suora laica delle oblate di San Benedetto, la adibì a orfanotrofio femminile e asilo infantile denominandola Piccola casa del Sacro Cuore. Oggi di proprietà, per lascito, dei Benedettini, è in stato di semiabbandono. Nel tempo ha perso il parco a monte ma ha conservato una parte di quello che originariamente arrivava direttamente sul mare. |
| Villa Parodi              |          | Costruita nella seconda metà del XVII secolo fu donata nel 1735 da Stefano Spinola ai gesuiti che per adattarla a convento ne modificarono profondamente la struttura. Nell'Ottocento, dopo un avvicendarsi di nuovi proprietari, tra i quali la famiglia Durazzo è attualmente di proprietà del comune di Genova. Conserva parte del giardino ed è adibita ad istituto scolastico. |
| Villa Sciallero-Carbone   |          | Sorge nella zona di San Giovanni Battista, sulla collina alle spalle del centro del quartiere. Risalente al XVI secolo è stata acquistata nel 1974 dal comune di Genova per adibirla a scuola dell'infanzia e altri usi. |

#### Pegli
| Villa                     | Immagine | Descrizione |
| ------------------------- | -------- | --- |
| Villa Durazzo-Pallavicini |          | Nota soprattutto per il suo parco romantico, è uno dei monumenti più significativi di Pegli. Il grande parco è tra i maggiori giardini storici a livello europeo. La villa sorge in posizione dominante sulla collina di San Martino. Villa e parco nelle forme attuali risalgono alla metà dell'Ottocento, ma il complesso ha le sue origini da un palazzo di villa settecentesco della famiglia Grimaldi, completamente ristrutturato da Michele Canzio tra il 1840 e il 1846 per Ignazio Alessandro Pallavicini, lontano nipote di Clelia Durazzo, fondatrice del giardino botanico che porta il suo nome. Il parco, aperto al pubblico, divenne da subito motivo di grande richiamo vantando annualmente migliaia di visitatori. Donata nel 1928 dai Pallavicini al comune di Genova, dal 1936 il palazzo ospita il museo di archeologia ligure. Nel 2017 ha vinto il premio per il Parco più bello d'Italia. |
| Villa Doria Centurione    |          | La villa Doria Centurione, esempio di architettura manierista pre-alessiana, fu costruita nel 1540 per il banchiere Adamo Centurione. Intorno al 1580 divenne proprietà del nipote Giovanni Andrea Doria che tra il 1590 e il 1592 la fece ristrutturare ed ampliare da Andrea Ceresola, detto "il Vannone". Rimasta di proprietà della famiglia Doria fino al 1908, dopo alcuni passaggi di proprietà nel 1926 passò al comune Genova e nel 1930 divenne sede del Civico Museo Navale e succursale del liceo classico "Giuseppe Mazzini". All'interno sono conservati affreschi cinquecenteschi di Nicolosio Granello, Ottavio Semino e Lazzaro Tavarone. Nel vasto parco, oggi pubblico, si trova un laghetto artificiale con al centro un isolotto, un'"isola fatata" realizzata da Galeazzo Alessi per il Centurione. |
| Villa Lomellini Rostan    |          | Nella zona di Multedo, è situata a poca distanza dal torrente Varenna; fu costruita nel XVI secolo dalla famiglia Lomellini e restaurata nel Settecento da Agostino Lomellini, politico e letterato, che nel 1784, dopo il suo ritiro dalla vita politica, incaricò il Tagliafichi della progettazione del giardino all'inglese, uno dei più belli e ammirati d'Europa Passò per via ereditaria alla famiglia Rostan che nell'Ottocento vi ospitò illustri personalità di tutta l'Europa. Sempre per via ereditaria, passò alla famiglia Reggio. Conserva al suo interno un ciclo di affreschi di Bernardo Castello. Il giardino disegnato dal Tagliafichi è invece scomparso nella seconda metà del Novecento, quando in parte fu trasformato in un campo da calcio e il resto sacrificato per la realizzazione di depositi petroliferi e dello svincolo autostradale. Tuttora di proprietà dei marchesi Reggio, dal 2005 ospita la sede sociale del Genoa che già utilizzava il campo sportivo come sede di allenamento. |
| Villa Rosa                |          | Già villa Lomellini nel Fossato, è una villa del XVII secolo appartenuta originariamente alla famiglia Lomellini, dall'inizio del Novecento ospita una scuola primaria. Espropriata dal comune nel 1975 all'industriale Francesco Berta, nei primi anni novanta è stata oggetto di un lungo restauro. |
| Villa Granara             |          | Si trova nella località Tre Ponti, all'inizio della val Varenna, ed è un tipico esempio di residenza di villa genovese, oggi suddivisa in appartamenti; sorge sulla sponda sinistra del torrente Varenna ed è collegata alla strada principale da un ponte settecentesco in pietra. |

#### Pra'
| Villa                         | Immagine | Descrizione |
| ----------------------------- | -------- | --- |
| Villa Sauli Podestà           |          | Nel quartiere di Prà, nota anche come "Villa della Baronessa", fu edificata nel XVII secolo ed appartenne ai Sauli finché non fu acquistata da Luca Podestà (1848). Attualmente è sede del Centro per l'Impiego del Ponente. |
| Villa Doria Podestà           |          | Costruita nel 1629 su progetto di Bartolomeo Bianco per Giacomo Lomellini, doge nel biennio 1625-1627, passò in seguito ai Doria e nel 1847 a Luca Podestà (che più tardi acquistò anche la limitrofa villa Sauli unificandone così le diverse pertinenze agricole). La realizzazione della strada litoranea sacrificò la scala esterna. Addossata lateralmente alla villa sul lato di ponente rimane la piccola cappella neoclassica. Nella seconda metà dell'Ottocento fu residenza di villeggiatura del barone Andrea Podestà, sindaco di Genova. Attualmente è sede del Parco del Basilico di Pra'. (nell'immagine, villa Doria Podestà in una foto di Paolo Monti del 1964) |
| Villa Adorno Piccardo         |          | Costruita probabilmente nel XV secolo per gli Adorno, nel XIX secolo fu acquistata da Francesco Piccardo. Verso il 1630 fu ampliata da Bartolomeo Bianco su incarico di Giovanni Battista Adorno; la villa subì ulteriori modifiche con l'aggiunta di due bassa ali laterali con terrazza balaustrata. Gravemente danneggiata durante la seconda guerra mondiale, negli anni sessanta perse il grande parco che la circondava. Suddivisa in appartamenti è oggi un condominio privato. |
| Villa Pinelli Negrone De Mari |          | Costruita dai Pinelli nel XVI secolo, nel 1580 venne affiancata da una torre. Nel 1634 fu anch'essa ampliata da Bartolomeo Bianco su incarico di Filippo Maria Pinelli. Nel XVIII secolo la proprietà passò prima ad Ambrogio Negrone e poi alla famiglia De Mari. La parte originaria, attribuita al Bianco, è riconoscibile nella zona centrale del palazzo; i due corpi aggiunti lateralmente sono frutto di un ampliamento settecentesco. Intorno al 1960, quando divenne sede del collegio delle suore Orsoline, furono aggiunti alcuni edifici sul lato a monte. L'istituto scolastico delle Orsoline rimase attivo fino al 1991. Oggi la villa ospita uffici pubblici.    |
| Villa Cortese "Don Daste"     |          | Originariamente villa patrizia, l'edificio è stato oggi riconvertito completamente in una scuola materna gestito dalle suore Don Daste |
| Villa Negrone della Loggia    |          | Conosciuta come "Villa Fiammetta", si trova immediatamente a levante del torrente Branega. Costruita da Bendinelli Negrone nel 1601, unisce alla funzione di residenza di villeggiatura quella di fortezza a difesa del dominio dei Negrone, esteso alla valle del Branega. Conserva all'interno affreschi di Giovanni Andrea Ansaldo. |
| Villa Negrone di San Pietro   |          | Si trova in via Cordanieri e fa parte del complesso di San Pietro, convento cistercense del XII secolo trasformato nel 1642 in residenza di villa dai Grimaldi demolendo parzialmente la chiesa romanica, della quale resta il campanile. La proprietà passò successivamente ai Negrone. Il volume architettonico è per la massima parte occupato da un grande salone collegato al piazzale anteriore e al giardino da due vestiboli simmetrici. |

#### Voltri
| Villa                      | Immagine | Descrizione |
| -------------------------- | -------- | --- |
| Villa Duchessa di Galliera |          | La struttura della villa, nel quartiere di Voltri, si è sviluppata in varie fasi: il corpo più antico, denominato "Paraxo", costruito dalla famiglia aristocratica Mandillo, il corpo centrale, che corrisponde al nucleo seicentesco e le due ali laterali aggiunte nel Settecento dalla famiglia Brignole Sale che l'aveva acquistata nel 1675. Vari esponenti della famiglia fecero realizzare il giardino, le terrazze e la scalea. Il giardino nella prima metà dell'Ottocento ebbe fama internazionale per le sue camelie e la collezione di agrumi; per tutto il secolo vi furono accolti illustri ospiti. Nel 1888 Maria Brignole Sale De Ferrari, duchessa di Galliera, che nel 1872 aveva fatto realizzare il giardino romantico, lasciò la proprietà in eredità all'Opera Pia Brignole Sale. Il parco storico, esteso per circa 32 ettari di cui 25 aperti al pubblico, appartiene dal 1985 al comune di Genova che già l'aveva in uso dal 1931. Il parco si estende fino alla sommità della collina dove sorge il santuario della Madonna delle Grazie, dove sono le tombe della Duchessa di Galliera, del marito Raffaele De Ferrari e di alcuni familiari. |
| Villa Lomellini De Mari    |          | La villa sorge a Vesima, ultima frazione a ponente del comune di Genova. Deriva da un complesso religioso risalente al XII secolo fondato dalla famiglia Vento. Passò nel XIII secolo dai crocigeri alle monache cistercensi che vi rimasero fino alla metà del Cinquecento quando si trasferirono a Genova, nel convento di Santa Maria in Passione; il monastero fu venduto alla famiglia Lomellini Sorba che lo trasformò in villa patrizia. Passato più volte di mano nel 1904 divenne di proprietà della marchesa Teresa Pallavicini, vedova Negrotto Cambiaso. Ristrutturata è oggi suddivisa in appartamenti privati. |
| Villa Giustiniani          |          | Faceva parte delle numerose proprietà della famiglia Giustiniani a Voltri. Presenta elementi strutturali tipica delle ville genovesi del Quattrocento e del Cinquecento. Nel 1830 vi fu ospite Camillo Benso, conte di Cavour, allora giovane ufficiale del Genio sabaudo, che qui conobbe la marchesa Nina Giustiniani, con la quale avvierà un'importante amicizia. Oggi la villa ospita una scuola materna, negozi e abitazioni private. |
| Villa d'Albertis           |          | Affacciata sul mare lungo la strada che conduce alla frazione di Crevari, fu costruita nel XVII secolo dalla famiglia Spinola; passata ai Centurione, nel 1870 fu acquistata dall'imprenditore Bartolomeo D'Albertis (fratello del più noto esploratore Enrico Alberto d'Albertis), proprietario a Voltri di cartiere nella valle del Leira, portando la villa alla sua attuale struttura, a quattro piani, con una loggia a ponente e una torre a levante. Oggi la villa ospita un residence. |
| Villa Dongo Piccardo       |          | Situata in via Lemerle, nel centro della cittadina, era in origine al centro di un ampio giardino e di una tenuta agricola, andati persi prima con la costruzione della linea ferroviaria e poi definitivamente per il raddoppio della stessa. All'interno sono visibili affreschi settecenteschi del pittore voltrese Giuseppe Canepa. È sede del centro salute mentale della locale ASL. |

### Ville della val Bisagno
| Villa                            | Immagine | Descrizione |
| -------------------------------- | -------- | --- |
| Villa Imperiale                  |          | Sorge nella zona di Terralba, nel quartiere di San Fruttuoso in val Bisagno, ed è circondata da un ampio parco. Costruita alla fine XV secolo per Lorenzo Cristoforo Cattaneo, nel 1502 ospitò re Luigi XII di Francia, in visita a Genova. Completamente risistemata nel 1560, conserva stucchi ed affreschi di artisti dell'epoca, tra i quali il Ratto delle Sabine di Luca Cambiaso, nella volta del salone al primo piano. Nel Seicento passò prima ai Salvago e poi agli Imperiale di Sant’Angelo, da cui prende il nome; negli anni venti del Novecento fu acquistata dal comune di Genova e recentemente restaurata dopo anni di degrado. Oggi ospita la biblioteca comunale "G. Lercari", una scuola materna e un centro sociale per anziani, mentre il parco è adibito a giardino pubblico.                        |
| Villa Piantelli                  |          | La Villa Centurione Musso Piantelli si trova nel quartiere di Marassi ed è oggi sede del circolo ricreativo culturale Villa Piantelli. La villa, che appare oggi stretta tra lo stadio e i caseggiati di corso De Stefanis, prima dell'espansione urbanistica sorgeva al centro di un grande parco che arrivava fino alle sponde del Bisagno; fu fatta costruire dai Centurione nella seconda metà del XVI secolo, in un ambiente allora prettamente agricolo, conservando fino ai primi decenni del Novecento la sua prospettiva aperta verso il Bisagno e la collina retrostante. L'edificio, caratterizzato da due logge angolari, conserva al suo interno affreschi di Bernardo Castello (1557-1629) con episodi dell'Eneide, Giovanni Andrea Ansaldo ed altre opere della scuola dei Calvi e di Andrea e Cesare Semino. |
| Villa Saredo - Parodi            |          | La cinquecentesca villa Saredo Parodi si trova a Marassi, nei pressi della chiesa di Santa Margherita; per diversi anni vi hanno avuto sede uffici decentrati del comune di Genova. Nella cappella vi è un affresco di Valerio Castello raffigurante l'Incoronazione della Vergine; un altro affresco, di Domenico Fiasella (1589-1669) ispirato al mito di Diana ed Endimione, si trova nella volta del piano terreno. |
| Villa Migone                     |          | Si trova a San Fruttuoso, nei pressi di Villa Imperiale; è un edificio di origine medievale, ampliato nel XVI secolo e ristrutturato nelle attuali forme neoclassiche nel 1792. Il 25 aprile 1945 vi fu firmato, con la mediazione del cardinale Boetto, temporaneamente ospite della famiglia Migone, l'atto di resa delle truppe tedesche al Comitato di Liberazione Nazionale; fu questo l'unico caso in Italia nel quale l'esercito tedesco si arrese alle forze partigiane e non all'esercito alleato, non ancora giunto in città. |
| Villa Durazzo Grimaldi Chiarella |          | Costruita agli inizi del Seicento, fu sede del comune di Bavari, soppresso nel 1926. |
| Villa Durazzo a Pino Sottano     |          | Fatta costruire nel XVII secolo dalla famiglia Durazzo, oggi casa di riposo, conserva affreschi di Domenico Parodi e Bartolomeo Guidobono. |
| Villa Centurione Thellung        |          | Situata nella parte inferiore della collina di Fontanegli, frazione del quartiere di Struppa, fu costruita nel Seicento e presenta il classico impianto cubico con tetto piramidale di stampo alessiano. Appartenne nell'Ottocento anche alla famiglia Mameli e secondo alcuni Goffredo Mameli qui avrebbe scritto nel settembre del 1847 Il Canto degli Italiani, ma non esistono riscontri storici che confermino questa affermazione. |
| Villa Ferretto                   |          | In posizione dominante sulla collina di Fontanegli, fu costruita a partire dal 1528 dalla famiglia Ferretto, originaria della val Fontanabuona, ed è la più antica delle ville che sorgono su questa collina della val Bisagno. Diversamente dalle altre, di epoca posteriore, ha un volume rettangolare allungato, sviluppato in modo da adeguarsi alla situazione altimetrica della collina. Più volte modificata all’interno, si mostra ancora integra nelle caratteristiche architettoniche esterne. Nel Novecento è stata residenza delle suore domenicane, che gestivano le scuole materne ed elementari del paese, ed è oggi una casa di riposo. |
| Villa Raggi                      |          | Si trova presso la chiesa di S. Pietro apostolo di Fontanegli e presenta, come la villa Centurione Thellung, un impianto cubico con tetto piramidale. Costruita nel Seicento, dopo un periodo di abbandono è stata recentemente restaurata. |